# Ryan Kreidler
Ryan Michael Kreidler (Davis, California, 12 de noviembre de 1997), más conocido como Ryan Kreidler, es un jugador profesional estadounidense de béisbol que se desempeña en la posición de campocorto en Detroit Tigers, equipo de las Grandes Ligas de Béisbol (MLB).

## Carrera
En 2022, Kreidler hizo su debut en la MLB con el equipo Detroit Tigers, donde lleva jugando tres temporadas.